# Tần số rất cao
Tần số rất cao (VHF) là dải tần số vô tuyến nằm từ 30 MHz tới 300 MHz. Việc phân bổ tần số do Liên minh Viễn thông Quốc tế (ITU) thực hiện.
Tên gọi VHF đề cập đến việc dùng tần số đầu trên có nguồn gốc từ giữa thế kỷ 20, khi dịch vụ vô tuyến thường xuyên sử dụng MF, còn gọi là "AM" ở Mỹ, nằm dưởi dải HF. VHF hiện nay thực tế dùng tần số đầu dưới, các hệ thống mới có xu hướng sử dụng tần số trong dải SHF và EHF nằm trên dải UHF.
Các dịch vụ sử dụng VHF là quảng bá vô tuyến FM, truyền hình, trạm di động mặt đất (khẩn cấp, kinh doanh, tư nhân và quân sự), liên lạc dữ liệu tầm xa với modem vô tuyến, vô tuyến nghiệp dư, liên lạc hàng hải, liên lạc điều khiển không lưu và dẫn đường hàng không (ví dụ như VOR, DME và ILS).

## Đặc tính truyền lan
Đặc tính truyền lan của VHF là lý tưởng cho thông tin liên lạc mặt đất khoảng cách gần, với tầm hoạt động nhìn chung xa hơn tầm nhìn thẳng từ máy phát. Không giống như tần số cao (HF), tầng điện ly không gây phản xạ tín hiệu vô tuyến VHF và do đó việc truyền dẫn bị hạn chế trong khu vực nhất định (không gây nhiễu cho đường truyền hàng ngàn km). VHF cũng ít bị ảnh hưởng bởi tạp âm khí quyển và nhiễu từ thiết bị điện hơn các dải tần dưới nó. Nhưng nó dễ dàng bị chặn lại bởi các tính chất của mặt đất hơn HF và các tần số thấp hơn, nó ít bị ảnh hưởng bởi các toà nhà và các vật thể khác nhỏ hơn đáng kể so với tần số UHF.